# Quedius microps
Quedius microps är en skalbaggsart som beskrevs av Johann Ludwig Christian Gravenhorst 1847. Quedius microps ingår i släktet Quedius, och familjen kortvingar. Enligt den finländska rödlistan är arten nära hotad i Finland. Arten är reproducerande i Sverige. Artens livsmiljö är naturlundskogar.